# Committimus
Het begrip committimus betekent wij bevelen. Het is in algemene zin een juridische term die inhoudt dat zekere personen inzake civiele kwesties niet voor lagere rechtbanken gedaagd kunnen worden maar waarvan dit soort zaken voor speciale rechters speelt. Tijdens het ancien régime was, met name in Frankrijk, het committimus een voorrecht voor hooggeplaatsten uit kringen van het hof, het leger, en kerkelijke hoogwaardigheidsbekleders.

## Zeeuws-Vlaanderen
Binnen de Republiek der Verenigde Nederlanden had het begrip 'committimus' betrekking op een aantal plaatsen in Vlaanderen die door de Gecommitteerde Raden van Zeeland werden bestuurd. Zulks in tegenstelling tot Staats-Vlaanderen dat rechtstreeks vanuit 's-Gravenhage werd bestuurd.
Het 'committimus' omvatte de steden Axel, Ter Neuze en Biervliet, alsmede de tegenwoordig in België gelegen forten Fort Lillo en Fort Liefkenshoek. Deze gebieden waren sinds de herovering van de Zuidelijke Nederlanden door Parma aan Staatse zijde gebleven of althans door Staatse troepen bezet. Maar waar op de vijand veroverde gebieden elders als Generaliteitsland door de Raad van State vanuit Den Haag werd bestuurd, werd het bestuur van het kleine Vlaamse territorium in 1588 door deze Raad opgedragen aan de Gecommitteerde Raden, het dagelijkse bestuur van de Staten van Zeeland (13 augustus 1588). Naderhand heeft de Raad ter verklaring van deze gang van zaken aangevoerd dat de Republiek in 1588 "nog wynich besits in Vlaanderen had en het ongeleegen was telkens om dingen van wynige importantie deputatiën na Vlaanderen te doen."
Overigens hadden Gecommitteerde Raden niet het volledige bestuur over dit gebied, doch alleen een aantal taken van uitvoerende aard, waaronder de inning van de gemene middelen (belastingen) en inkomsten uit domeinen en geannoteerde (geconfisqueerde) goederen, de aanstelling van enkele ambtenaren en de vervulling van krijgsambten. Beroepszaken en de aanstelling van de ontvangers hield de Raad van State aan zich.
Deze situatie heeft voortgeduurd tot 1794, toen de Fransen Sluis veroverden en het gebied bij Oost-Vlaanderen werd ingedeeld en een jaar later bij Frankrijk werd ingelijfd.
De bijzondere status van het committimus heeft ertoe geleid dat, met name in het Land van Axel, de Zeeuwse invloeden veel groter zijn geweest dan in overig Zeeuws-Vlaanderen, hetgeen zich uit in de van huis uit overwegend calvinistisch georiënteerde bevolking, de klederdracht, het dialect en zelfs de aankleding van het landschap.